# Ruta 4 (Bolivia)

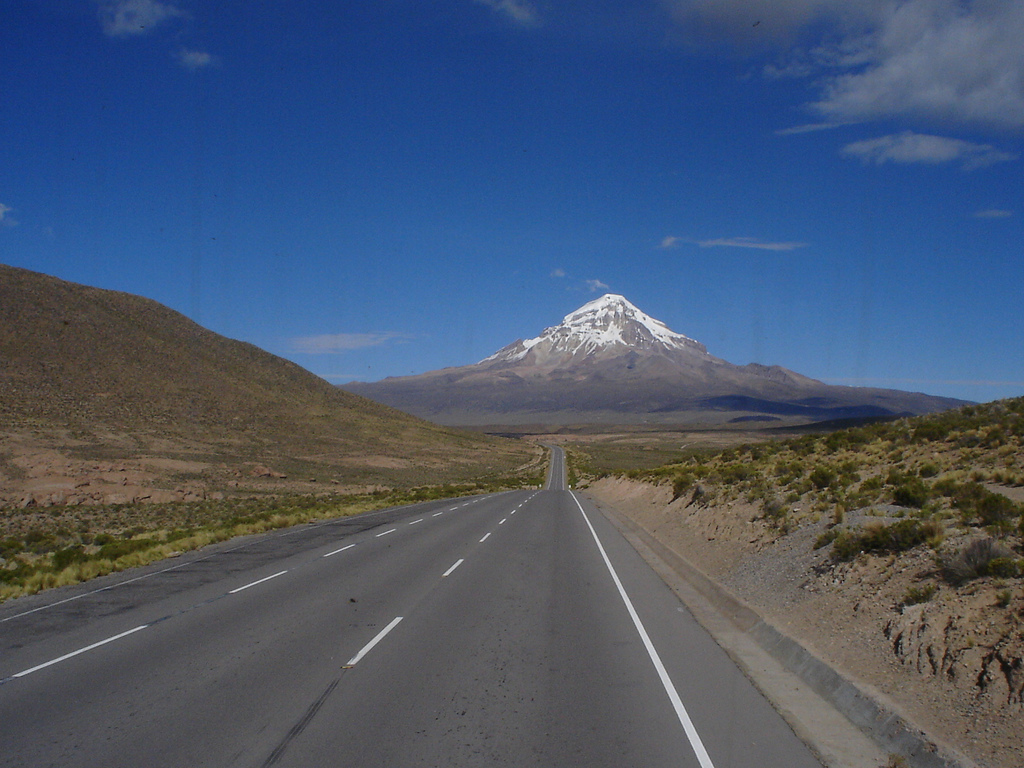
Vista del Nevado Sajama en la Ruta Nacional 4

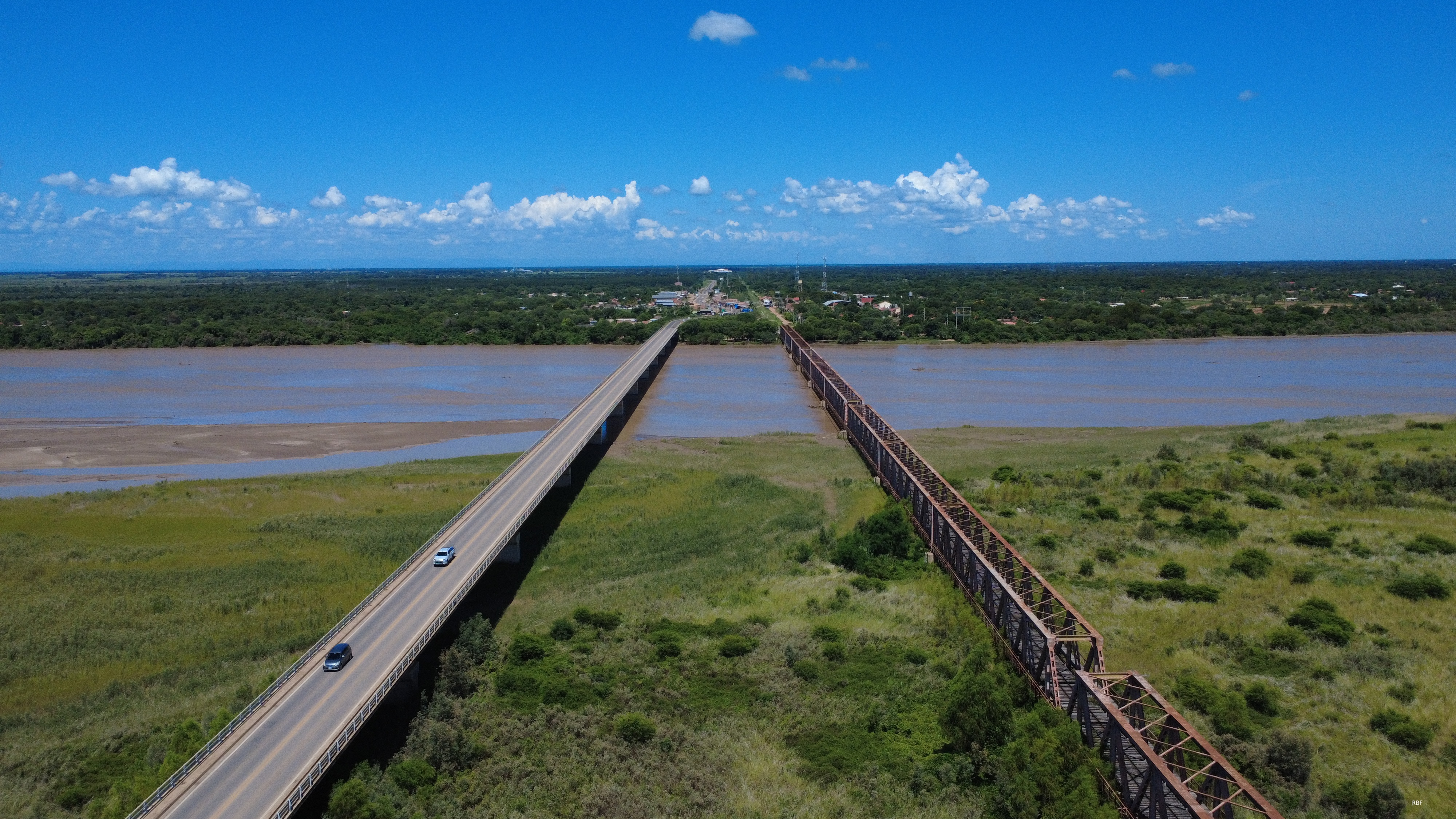
Vista del Puente Pailas (izquierda) sobre el río Grande, que forma parte de la Ruta 4.

La Ruta Nacional 4 (RN4 o F24) es una carretera de 1.657 km en Bolivia, que recorre todo el país de oeste a este pasando por los departamentos de Oruro, La Paz, Cochabamba y Santa Cruz, entre el Paso Internacional Tambo Quemado, en el límite con Chile y el arroyo Concepción, en las cercanías del pueblo de Puerto Busch, en el límite con Brasil.
En el territorio chileno el camino continúa como Ruta 11-CH.
Desde Patacamaya hasta Caracollo se debe circular 90 km por Ruta 1.
Este camino fue incluido en la Red Vial Fundamental por Decreto Supremo 25.134 del 31 de agosto de 1998.

## Historia
El tramo que cruza el sector de El Sillar, entre Villa Tunari y Cochabamba, recibió una ampliación de dos a cuatro carriles, que fue entregado provisionalmente el 23 de noviembre de 2023 por la empresa china Sinohydro. El tramo consiste de 29 kilómetros y cuenta con cuatro túneles, nueve puentes y ocho viaductos.

## Ciudades
Las ciudades y pueblos de más de 1000 habitantes por los que pasa este ruta de oeste a este son:

### Departamento de Oruro
- km 0: Tambo Quemado
- km 93: Curahuara de Carangas

### Departamento de La Paz
- km 189: Patacamaya

### Departamento de Oruro
- km 189: Caracollo

### Departamento de Cochabamba
- km 261: Confital
- km 316: Llavini
- km 339: Parotani
- km 345: Sipe Sipe
- km 357: Vinto
- km 364: Quillacollo
- km 377: Cochabamba
- km 393: Sacaba
- km 430: Colomi
- km 539: Villa Tunari
- km 573: Chimoré
- km 605: Ivirgarzama
- km 644: Entre Ríos
- km 665: Bulo Bulo

### Departamento de Santa Cruz
- km 685: Nuevo Horizonte
- km 715: Villa Germán Busch
- km 724: San Juan de Yapacaní
- km 746: Buena Vista
- km 797: Montero
- km 821: Warnes
- km 852: Santa Cruz de la Sierra
- km 870: Cotoca
- km 899: Puerto Pailas
- km 913: Pailón
- km 968: Tres Cruces
- km 991: Pozo del Tigre
- km 1.085: Quimome
- km 1.129: San José de Chiquitos
- km 1.261: Roboré
- km 1.401: El Carmen Rivero Tórrez
- km 1.500: Puerto Suárez
- km 1497: Arroyo Concepción
- km 1517: El Mutún
- km 1640: Puerto Busch